# Shimon HaTzadik (quartier)

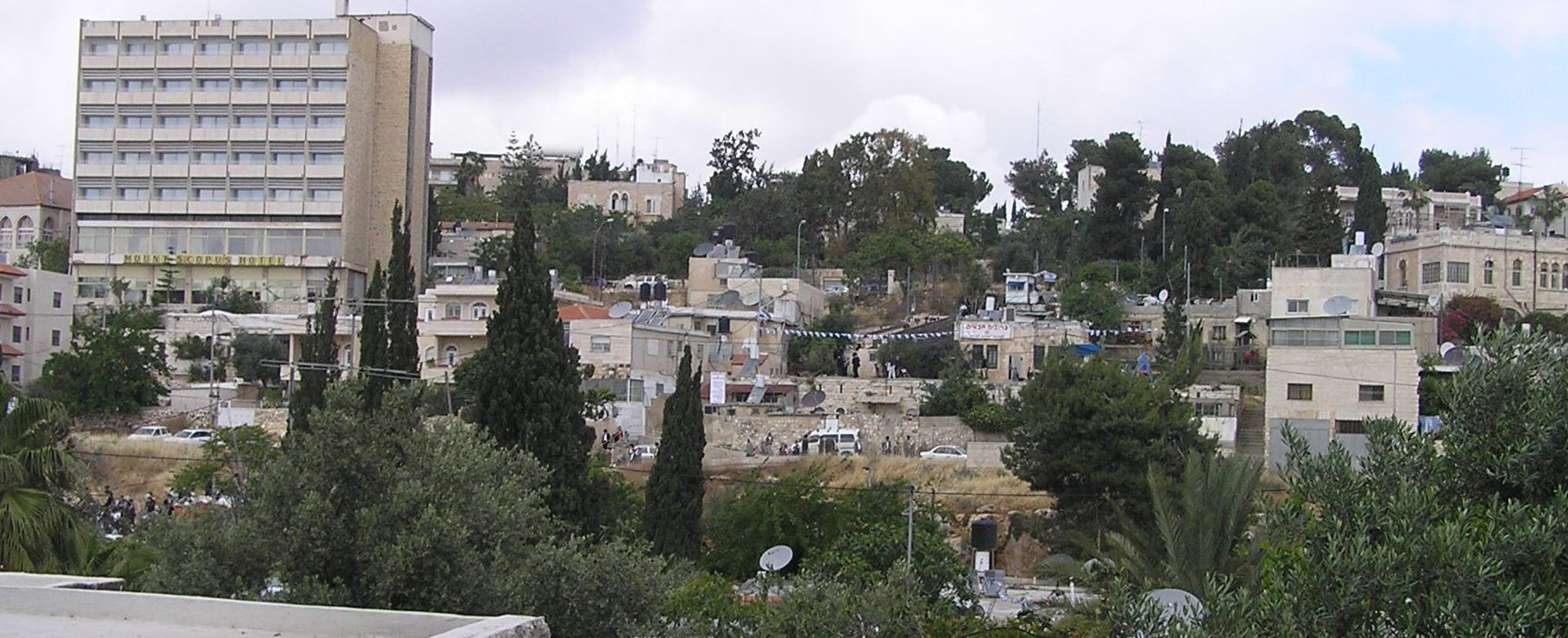
Vue générale du quartier.

Shimon HaTzadik est un quartier juif sis au nord de Jérusalem. 
Établi vers 1890 par des fiducies séfarades à proximité de la tombe de Simon le Juste, d’où son nom, il est principalement connu pour le litige qui oppose les descendants de ses habitants juifs, expulsés lors de la guerre israélo-arabe de 1948, aux occupants des lieux arabes qui y ont été installés par la Jordanie et le considèrent comme une extension du quartier Cheikh Jarrah. L’installation de résidents juifs au début des années 2000 au terme d’une longue bataille juridique, a donné lieu à des heurts fréquents entre Juifs et Arabes, avec une flambée au cours de la crise israélo-palestinienne de 2021.

## Histoire
En 1875, la tombe de Simon le Juste et ses environs, représentant une superficie de 17 anciens dounam et 464 coudées, est acquise par le Vaad haeda hasefaradit biYroushalayim (« Comité de la communauté séfarade de Jérusalem ») et Knesses Yisroël (« Assemblée d’Israël »), son équivalent ashkénaze. En 1890, le comité séfarade acquiert la totalité de l’achat, et fait construire six batei heqdesh (maisons pour indigents) grâce aux dons de communautés judéo-maghrébines incise|les occupants y sont logés pendant trois ans, après quoi ils doivent laisser la place à de nouveaux habitants, élus par tirage au sort. La première pierre est posée en présence des rabbins et dignitaires communautaires le 26 septembre. D’autres maisons privées sont construites ensuite, et le reste est converti en terrains agricoles ou oliveraies. 
En 1916, treize familles soit quarante-cinq personnes sont recensées et sous l’essor d’un flux migratoire encouragé par la naissance d’un autre quartier, Nahalat Shimon, ils sont plusieurs centaines à la veille des émeutes arabes de 1936. Lors de celles-ci, les Juifs quittent provisoirement les lieux mais y retournent après quelques mois.
Pendant la guerre d’indépendance, les habitants du quartier subissent des attaques en provenance du quartier Cheikh Jarrah et le 7 janvier 1948, trois Juifs ont été tués par les tirs de gangs arabes qui font également des blessés. Le mardi 2 avril 1948, les autorités britanniques somment les habitants des quartiers juifs de quitter les lieux pour leur propre sécurité. Onze jours plus tard, c’est en passant par ces quartiers désertés que 78 passagers (patients, personnel soignant, ainsi que des universitaires et combattants) à destination de l'hôpital Hadassah sont tués, et l’unité Harel du Palmah qui voulait leur porter secours, s’en voit empêchée par les Britanniques. Le Palmah conquiert Cheikh Jarrah et les quartiers juifs pendant la fête de la Pâque mais les Britanniques exigent leur retrait au motif qu’ils ont besoin des voies de transport. La zone passe alors sous contrôle jordanien. En 1954, le commissaire jordanien pour les propriétés ennemies permet, en coopération avec l'UNRWA, aux réfugiés palestiniens qui ne peuvent plus retourner dans leur propriété en Israël, de s’installer dans une zone voisine et de construire deux chambres chacune avec des conditions de location de 33 ans.